# 國際德祥
國際德祥集團有限公司，曾在香港交易所上市的香港建築公司，當時由新世界發展和惠泰國際合營企業。後來因為發生財政問題，於是由工程界和財經界陳國強 (商人)收購，令本公司起死回生，並把企業上市，之後進行大型收購，包括錦興集團、保華德祥、南北行集團、東方紅等。
在1997年，被羅兆輝（已去世）收購本公司股權，更名為東方紅地產及金匡企業，但在2000年，把所有資產歸入德祥企業至今。